# 가요광장
《이은지의 가요광장》은 KBS 쿨FM(수도권 FM 89.1MHz)에서 매일 낮 12시부터 오후 2시까지 방송되는 대중음악, 연예오락 라디오 프로그램이다.

## 역사
1986년 11월 17일에 첫방송되었으며, 여러 DJ들을 거치다가, 현재는 개그우먼 이은지가 진행한다.

## 역대 DJ
- 1986년 11월 17일 ~ 1987년 : 장제훈 (남), 故 길은정 (여)
- 1987년 ~ 1992년 10월 4일 : 오미희 (여)
- 1992년 10월 5일 ~ 1996년 11월 3일 : 최화정 (여)
- 1996년 11월 4일 ~ 1997년 5월 4일 : 이소라 (1차) (여)
- 1997년 5월 5일 ~ 1998년 5월 24일 : 궁선영 (여)
- 1998년 5월 25일 ~ 2001년 10월 14일 : 엄정화 (여)
- 2001년 10월 15일 ~ 2002년 7월 16일 : 강성연 (여)
- 2002년 7월 17일 ~ 2003년 5월 11일 : 강수지 (여)
- 2003년 5월 12일 ~ 2004년 10월 17일 : 최은경 (여)
- 2004년 10월 18일 ~ 2007년 4월 15일 : 김구라 (남)
- 2007년 4월 16일 ~ 2010년 9월 19일 : 홍진경 (여)
- 2010년 9월 20일 ~ 2011년 11월 6일 : 옥주현 (여)
- 2011년 11월 7일 ~ 2012년 9월 2일 : 전현무 (남)
- 2012년 9월 3일 ~ 2013년 10월 27일 : 김범수 (남)
- 2013년 10월 28일 ~ 2014년 12월 31일 : 이소라 (2차) (여)
- 2015년 1월 1일 ~ 2016년 3월 27일 : 김성주 (평일), 창민 (주말) (남)
- 2016년 3월 28일 ~ 2017년 5월 14일 : 박지윤(30기) (여)
- 2017년 5월 15일 ~ 2019년 6월 30일 : 이수지 (여)
- 2019년 7월 1일 ~ 2022년 2월 27일 : 정은지 (에이핑크) (여)
- 2022년 3월 14일 ~ 2023년 4월 16일 : 이기광 (남)
- 2023년 4월 24일 ~ 현재 : 이은지 (여)

## 코너
매일 코너
- 세상의 모든 은지
- 커피 몇잔 할래요?

요일 코너
- 월요일 : 여의도 맘카페
- 화요일 : 가광초대석, 누구세요?
- 수요일 : 광장마켓, 다있어
- 목요일 : 은지네 편집숍 OMG (with 백호, 이장준 (골든차일드))
- 금요일 : 광장 코인노래방 (with 이소정)
- 토요일 : 펑키 새러데이
- 일요일 : 썬데이 카페

## 같이 보기
- 대중음악
- 연예오락
- 생생 클래식 (KBS 클래식FM)